# Cuerpo de Schaumann

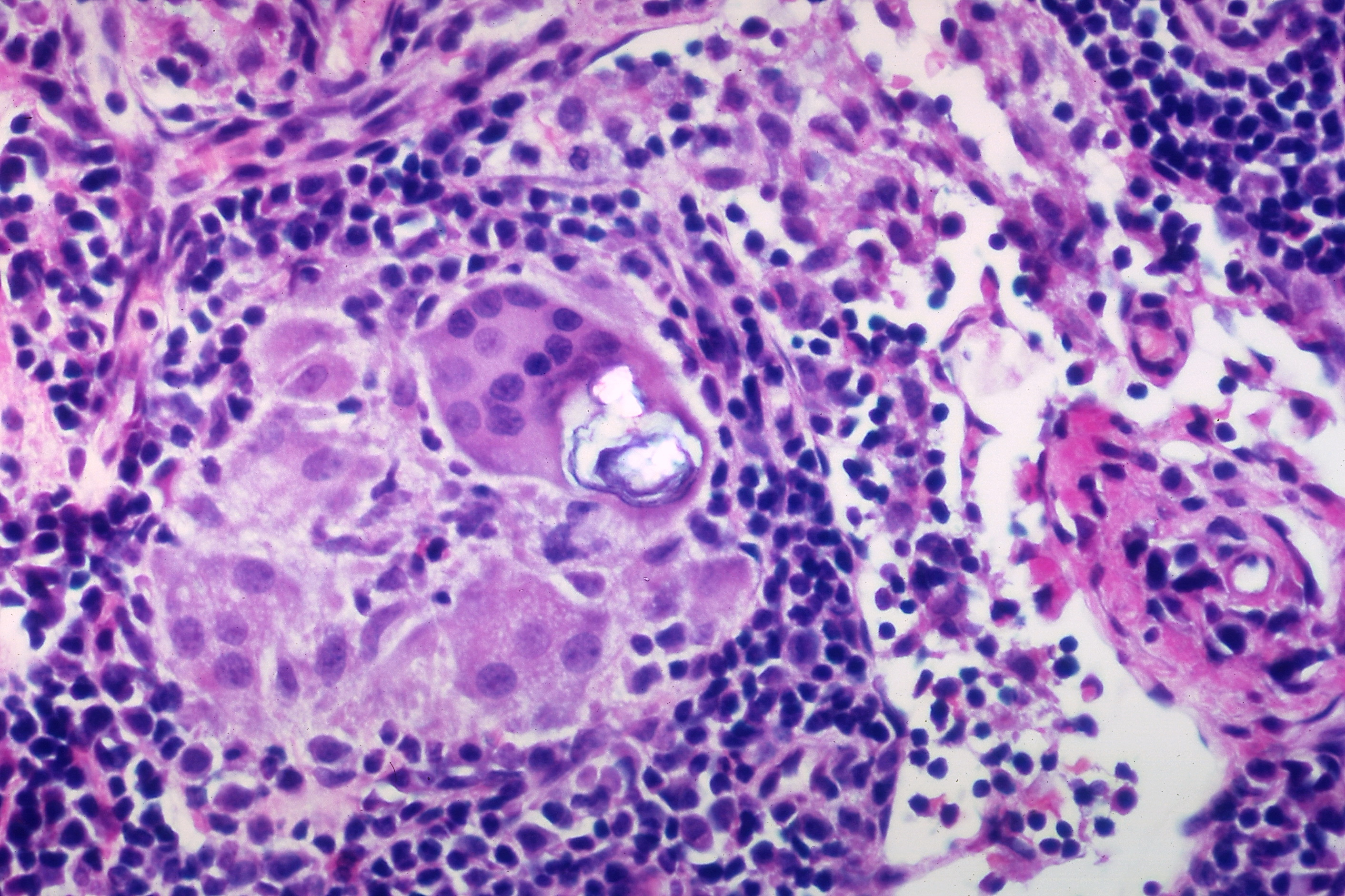
Inclusión cristalina con cuerpo de Schaumann en desarrollo, polarizado, en sarcoidosis

En patología, los cuerpos de Schaumann son inclusiones de calcio y proteínas en el interior de las células gigantes de Langhans  como parte de un granuloma.
Muchas afecciones pueden causar cuerpos de Schaumann, incluyendo:
- Sarcoidosis,
- Alveolitis alérgica extrínseca
- Beriliosis.
- Con poca frecuencia, enfermedad de Crohn y tuberculosis.[1]

## Etimología
Estas inclusiones recibieron el nombre del dermatólogo sueco Jörgen Nilsen Schaumann.